# Erogen zone
De erogene zoner er de områder på kroppen, hvorfra seksuelle stimuli kan opleves. Disse forekommer som kønsorganer, brystvorter, anus, læber, øreflipper, knæ, tæer. Ved at stimulere disse områder, kan man opnå seksuel tilfredsstillelse eller seksuel stimulering. 
| Sex | Spire Denne artikel om sex eller sexologi er en spire som bør udbygges. Du er velkommen til at hjælpe Wikipedia ved at udvide den. |